# Santuario di Santa Maria Assunta (Monrupino)
Il santuario di Santa Maria Assunta è la parrocchiale di Monrupino, in provincia e diocesi di Trieste; fa parte del decanato di Opicina.

## Storia
La chiesa di Santa Maria Assunta fu costruita nel 1512 su un tabor. Nel 1750 la chiesa fu rimaneggiata. Nel XVIII secolo la chiesa venne restaurata e il campanile addossato alla facciata fu edificato nel 1802. Nel 1857 venne eretta la parrocchia di Monrupino. 
Nel 2012 la chiesa di Monrupino ha ricevuto le qualifiche di chiesa arcipretale e di santuario diocesano.

## Interno

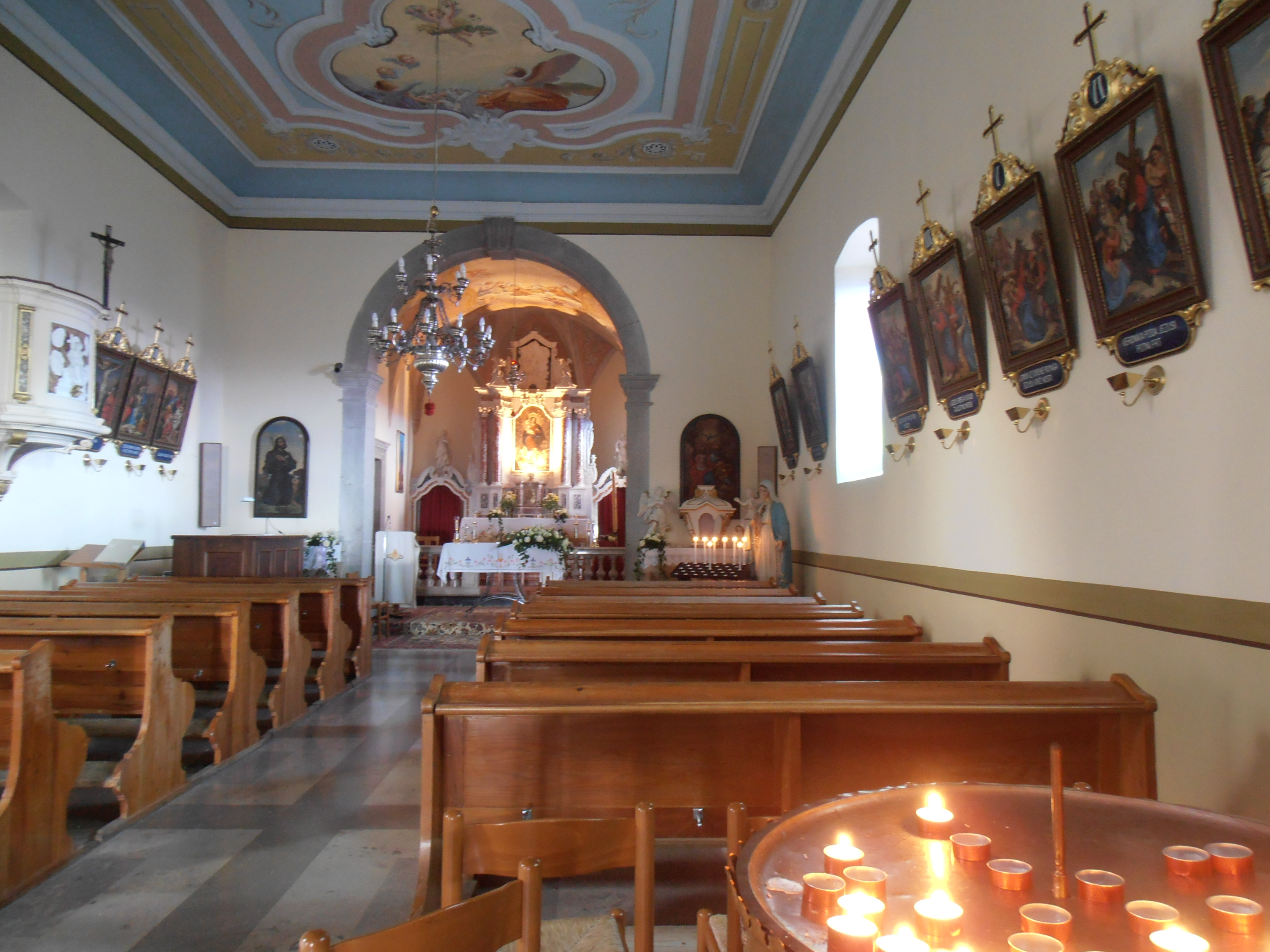
L'interno

All'interno del santuario si possono ammirare una pala raffigurante la Santissima Trinità, dipinta nell'Ottocento, e una raffigurante San Rocco, risalente al 1899. L'altare, in stile barocco, presenta una statuetta di Mosè e le Tavole dei Comandamenti ed un dipinto della Madonna con il Bambino.